# باري مازور
باري مازور (بالإنجليزية: Barry Mazur) هو عالم أمريكي في مجال رياضيات ولد في 19 ديسمبر 1937

 في نيويورك (مدينة)، نيويورك (ولاية)، حائز على جائزة قلادة العلوم الوطنية الأمريكية.

## وصلات خارجية
- الموقع الرسمي لجائزة قلادة العلوم الوطنية الأمريكية